# 김봉준 (권투 선수)
김봉준(金奉準, 1964년 5월 13일 ~ )은 대한민국의 권투 선수이다.

## 생애
전남 완도군 출신. 1983년 7월 23일 프로 데뷔. 1989년 4월 16일 세계복싱협회(WBA) 미니멈급 챔피언. 5차 방어 성공. 6차 방어전에서 최희용에게 판정패. 1993년 11월 14일 경기를 마지막으로 은퇴. 통산 전적 37전 24승(10KO)10패3무.

## 같이 보기
- 한국의 권투 선수 목록